# Wichita Falls
Wichita Falls település az Amerikai Egyesült Államok Texas államában, Wichita megyében, melynek megyeszékhelye is. Lakosainak száma 102 316 fő (2020. április 1.).

## Népesség
A település népességének változása:

| 2010 | 104 553 |
| 2020 | 102 316 |